# Erannis suffusa
Erannis suffusa là một loài bướm đêm trong họ Geometridae.